# Ломберг, Борис Самуилович
Ломберг Борис Самуилович (20 февраля 1933, Киев — 2022) — учёный в области материаловедения, автор нескольких десятков новых сплавов, один из заместителей начальника Всероссийского научно-исследовательского института авиационных материалов.

## Биография
Родился 20 февраля 1933 года в Киеве. Окончил Московский институт стали и сплавов (1955), кандидат технических наук (1965), доктор технических наук (1988).
С 1955 по 1957 годы работал мастером электросталеплавильного цеха на заводе «Красный Октябрь» в Волгограде. С 1958 года по настоящее время работает во Всероссийском научно-исследовательском институте авиационных материалов, где прошел путь от старшего инженера до заместителя генерального директора. С 2008 года советник генерального директора ВИАМ, впоследствии — главный научный сотрудник. Создатель более 30 жаропрочных и интерметаллидных сплавов.
Умер в 2022 году.

## Награды
- Государственная премия УССР в области науки и техники (1974)
- Государственная премия СССР (1985)
- Премия Правительства Российской Федерации (2000)
- Почетный авиастроитель СССР
- Шесть медалей, в том числе три золотых медали ВДНХ